# Cantó de Senta Gabèla
El cantó de Senta Gabèla és un cantó francès del departament de l'Alta Garona, a la regió d'Occitània. Està inclòs al districte de Muret, està format per 7 municipis i el cap cantonal és Senta Gabèla.

## Municipis
- Anhas
- Caujac
- Senta Gabèla
- Espèrça
- Galhac Tolzan
- Grasac
- Marlhac